# Girolamo Mei
Girolamo Mei (Florencia, 27 de mayo de 1519-Roma, 1594) fue un historiador y musicólogo italiano. 

## Biografía
Estudió con el humanista Piero Vettori, al que asistió en sus estudios de los grandes literatos griegos y latinos. En 1559 se estableció en Roma, donde fue secretario del cardenal Giovanni Ricci da Montepulciano (1561-1574).
Fue miembro de un círculo de eruditos patrocinados por el conde Giovanni Bardi que, a finales del siglo XVI, en Florencia, crearon una sociedad denominada Camerata Fiorentina, encaminada al estudio y discusión crítica de las artes, especialmente el drama y la música. Entre los miembros del grupo destacaban Jacopo Peri, Jacopo Corsi, Ottavio Rinuccini, Giulio Caccini, Pietro Strozzi, Emilio de' Cavalieri y Vincenzo Galilei (padre del astrónomo Galileo Galilei).
En el transcurso de sus estudios sobre el teatro de la Antigua Grecia, Mei comprobó que en las representaciones teatrales griegas el texto era cantado a voces individuales. Mei señaló también el afecto emocional que el canto individual generaba en el público de la Antigua Grecia, y publicó sus conclusiones en De modis musicis antiquorum (1573).
Esta idea les impactó, ya que en su día no existía nada igual, en una época donde casi toda la música cantada era coral (polifonía) y, en casos de voces individuales, se daban solamente en el ámbito religioso. Tuvieron entonces la idea de musicalizar textos dramáticos de carácter profano, lo que germinó en la ópera (opera in musica fue el nombre que le dio la Camerata). Así, uno de los miembros de la Camerata, el compositor Jacopo Peri, creó La Dafne (1597), con libreto de Ottavio Rinuccini, considerada la primera ópera.
Póstumamente se publicó su obra Discorso sopra la musica antica e moderna (1602).